# Murrayglossus hacketti
Murrayglossus hacketti és un equidna de musell llarg conegut únicament per uns pocs ossos fòssils procedents d'Austràlia Occidental i datats del Plistocè superior. És el monotrema més gros conegut. Es calcula que la longitud corporal podia ser d'1 m.
Classificat originalment al gènere Zaglossus, des del 2022 té el seu propi gènere, Murrayglossus.